# Posca

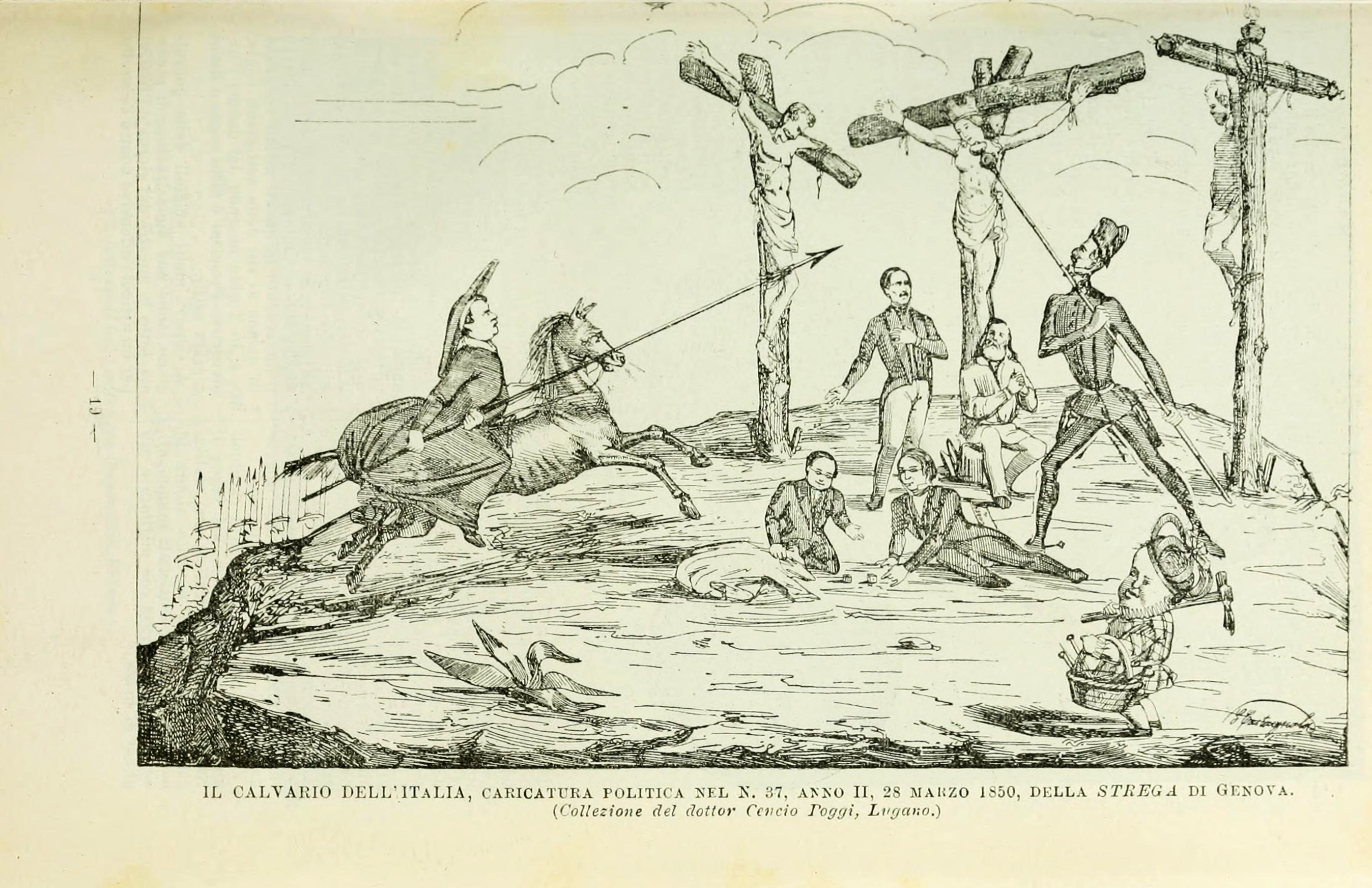
Caricature de Gabriele Castagnola montrant le calvaire de l'Italie, crucifiée et contrainte de boire la posca.

Dans l'Antiquité romaine, la posca était un vin amer, composé de vinaigre allongé d'eau et parfois adouci au jaune d'œuf.

## Description
À l'origine, la posca était bien du vin, mais du fait de mauvaises méthodes de conservation, elle se transformait rapidement en vinaigre. Elle était alors coupée d'eau, ce qui la rendait plus désaltérante et permettait de réaliser des économies. Comme le vin, la posca était commercialisée, sans doute à grande échelle, dans des tonneaux et des outres, voire transportée par voie maritime, en vrac, dans de gros dolia (amphores de très grande taille).

## Usage
Cette boisson bon marché, réputée très rafraîchissante, était essentiellement servie aux légionnaires, au peuple et aux esclaves. Chez les légionnaires, la posca était transportée dans une fiole accrochée à la ceinture.
La posca n'était pas considérée comme un vin de plaisir mais était très appréciée parce qu'elle coupait efficacement la soif. De plus, cette boisson avait semble-t-il des vertus antiseptiques. Il était d'usage chez les soldats durant l'Antiquité d'ajouter des « drogues » à ce vinaigre, ce qui était censé atténuer les souffrances. 
Quand un soldat romain donnait du « vinaigre » à un supplicié agonisant (par exemple Jésus Christ sur sa croix, selon les évangiles), il lui proposait en fait ce qui lui servait de boisson au quotidien. De plus, à cette époque, le vinaigre était déjà connu pour avoir des vertus désinfectantes. Il s'agirait donc bien dans le cas de Jésus d'un geste de charité mais les interprétations ultérieures y verront un mauvais traitement supplémentaire infligé au condamné. Cette référence à la posca est probablement un embellissement théologique du rédacteur biblique pour répondre à la prophétie du Livre des Psaumes.
Il ne faut pas confondre la posca avec la lora, un vin encore plus misérable obtenu par refermentation du marc, allongé avec de l'eau.

## La boisson dans les évangiles
C'est sans doute cette boisson, imprégnée dans une éponge, accrochée au bout d'un roseau et mentionnée dans le Nouveau Testament, que le centurion romain aurait tendu à Jésus-Christ pendant sa crucifixion :

« Après quoi, sachant que désormais tout était achevé pour que l'Écriture fût parfaitement accomplie, Jésus dit : "J'ai soif." »

— Jean 19:28

« Un vase était là, rempli de vinaigre. On mit autour d'une branche d'hysope une éponge imbibée de vinaigre et on l'approcha de sa bouche. »

— Jean 19:29